# 蒙古兔
蒙古兔（学名：Lepus tolai）是一种分布于伊朗、阿富汗、中亚各国、蒙古国、俄罗斯、中国大陆等地区的哺乳动物，隶属于兔科兔属。

## 分类地位
本种有效性及与草兔（Lepus capensis）之间的关系一直存在争议，曾被视为草兔的一个亚种，之后又有学者将中国境内的草兔分为了蒙古兔和中亚兔（Lepus tibetanus）两种。现分子研究结果支持本种作为一独立种。

## 保护
本种于2023年被收录入《有重要生态、科学、社会价值的陆生野生动物名录》。